# Фаунтин (тауншип, Миннесота)
Фаунтин (англ. Fountain) — тауншип в округе Филмор, Миннесота, США. На 2000 год его население составило 316 человек.

## География
По данным Бюро переписи населения США площадь тауншипа составляет 90,5 км², из которых 90,5 км² занимает суша, водоёмов нет.

## Демография
По данным переписи населения 2000 года здесь находились 316 человек, 120 домохозяйств и 96 семей.  Плотность населения —  3,5 чел./км².  На территории тауншипа расположено 128 построек со средней плотностью 1,4 построек на один квадратный километр. Расовый состав населения: 99,68 % белых и 0,32 % азиатов. Испанцы или латиноамериканцы любой расы составляли 1,27 % от популяции тауншипа.
Из 120 домохозяйств в 32,5 % воспитывались дети до 18 лет, в 71,7 % проживали супружеские пары, в 4,2 % проживали незамужние женщины и в 20,0 % домохозяйств проживали несемейные люди. 16,7 % домохозяйств состояли из одного человека, при том 8,3 % из — одиноких пожилых людей старше 65 лет. Средний размер домохозяйства — 2,63, а семьи — 2,95 человека.
25,9 % населения — младше 18 лет, 8,2 % — в возрасте от 18 до 24 лет, 21,2 % — от 25 до 44, 27,2 % — от 45 до 64, и 17,4 % — старше 65 лет. Средний возраст — 42 года. На каждые 100 женщин приходилось 106,5 мужчин.  На каждые 100 женщин старше 18 приходилось 112,7 мужчин.
Средний годовой доход домохозяйства составлял 50 250 долларов, а средний годовой доход семьи —  51 750 долларов. Средний доход мужчин —  31 719  долларов, в то время как у женщин — 23 438. Доход на душу населения составил 17 518 долларов. За чертой бедности находились 4,3 % семей и 5,6 % всего населения тауншипа, из которых 7,0 % младше 18 и 3,4 % старше 65 лет.